# Nana Mizuki Live DiamondxFever
NANA MIZUKI LIVE DIAMOND×FEVER – ósme DVD koncertowe japońskiej piosenkarki Nany Mizuki, wydane 23 grudnia 2009. Nagrania pochodzą z koncertów NANA MIZUKI LIVE FEVER, który odbył się 1 stycznia 2009 r. w Nippon Budōkan oraz NANA MIZUKI LIVE DIAMOND, który odbył się 5 lipca 2009 r. w Seibu Dome.

## Lista utworów

### DYSK 1
| Nr  | Tytuł |
| --- | --- |
| 1.  | "OPENING" |
| 2.  | "Miracle☆Flight" (jap. ミラクル☆フライト)                                                                         |
| 3.  | "Aoi Iro" (jap. アオイイロ)                                                                                       |
| 4.  | "Anone ~mamimume☆mogacho~" (jap. アノネ 〜まみむめ☆もがちょ〜)                                                    |
| 5.  | "MC-1" |
| 6.  | "The place of happiness"                                                                                          |
| 7.  | "Aoki hikari no hate -ULTIMATE MODE-" (jap. 蒼き光の果て -ULTIMATE MODE-)                                         |
| 8.  | "Nostalgia" |
| 9.  | "Ongaku sentai Cherrybo Seven no Theme" (jap. 音楽戦隊チェリボセブンのテーマ Ongaku sentai Cheribo Sebun no Tēma) |
| 10. | "Chinmoku no kajitsu" (jap. 沈黙の果実)                                                                           |
| 11. | "Zankō no Gaia" (jap. 残光のガイア)                                                                               |
| 12. | "MC-2" |
| 13. | "STAND" |
| 14. | "Shōnen" (jap. 少年)                                                                                              |
| 15. | "Futari no Memory ~prologue~" (film krótkometrażowy) (jap. 二人のMemory 〜prologue〜 (短編動画))                  |
| 16. | "Futari no Memory" (jap. 二人のMemory)                                                                            |
| 17. | "PERFECT SMILE"                                                                                                   |
| 18. | "MC-3" |
| 19. | "innocent starter" (acoustice ver.)                                                                               |
| 20. | "NAKED FEELS" (acoustice ver.)                                                                                    |
| 21. | "MC-4" |
| 22. | "Shinai" (jap. 深愛) (acoustice ver.)                                                                             |
| 23. | "TEAM YO-DA SHOWCASE"                                                                                             |
| 24. | "Gimmick Game" |
| 25. | "still in the groove"                                                                                             |
| 26. | "Take a shot" |
| 27. | "MC-5" |
| 28. | "BRAVE PHOENIX"                                                                                                   |

### DYSK 2
| Nr     | Tytuł                                                                                            |
| ------ | ------------------------------------------------------------------------------------------------ |
| 1.     | "MARIA & JOKER 〜prologue〜" (film krótkometrażowy) (jap. MARIA & JOKER 〜prologue〜 (短編動画)) |
| 2.     | "MARIA & JOKER"                                                                                  |
| 3.     | "Justice to Believe"                                                                             |
| 4.     | "MC-6"                                                                                           |
| 5.     | "ETERNAL BLAZE"                                                                                  |
| 6.     | "Taiko LOVERS enbu" (jap. 太鼓LOVERS 演舞)                                                       |
| 7.     | "Etsuraku Camellia" (jap. 悦楽カメリア)                                                          |
| 8.     | "Bring it on!"                                                                                   |
| 9.     | "Trickster"                                                                                      |
| 10.    | "MC-7"                                                                                           |
| 11.    | "Yume no tsuzuki" (jap. 夢の続き)                                                                |
| ENCORE |                                                                                                  |
| 12.    | "POWER GATE"                                                                                     |
| 13.    | "MC-8"                                                                                           |
| 14.    | "Brand New Tops"                                                                                 |
| 15.    | "MC-9"                                                                                           |
| 16.    | "DISCOTHEQUE"                                                                                    |
| 17.    | "EXTRA TIME"                                                                                     |
| 18.    | "end roll"                                                                                       |

### DYSK 3
| Nr     | Tytuł                               |
| ------ | ----------------------------------- |
| 1.     | "OPENING"                           |
| 2.     | "DISCOTHEQUE"                       |
| 3.     | "chronicle of sky"                  |
| 4.     | "PRIDE OF GLORY"                    |
| 5.     | "MC-1"                              |
| 6.     | "JET PARK"                          |
| 7.     | "POWER GATE"                        |
| 8.     | "Take a chance"                     |
| 9.     | "CHERRY BOYS SHOWCASE"              |
| 10.    | "ETERNAL BLAZE"                     |
| 11.    | "MC-2"                              |
| 12.    | "Trinity Cross"                     |
| 13.    | "innocent starter"                  |
| 14.    | "MC-3"                              |
| 15.    | "Shinai" (jap. 深愛)                |
| 16.    | "TEAM YO-DA SHOWCASE"               |
| 17.    | "Trickster"                         |
| 18.    | "SECRET AMBITION"                   |
| 19.    | "MC-4"                              |
| 20.    | "It's in the bag"                   |
| 21.    | "Last Scene" (jap. ラストシーン)    |
| 22.    | "Love you forever" (SHORT MOVIE)    |
| 23.    | "Crystal Letter"                    |
| 24.    | "Tear's Night"                      |
| 25.    | "Orchestral Fantasia"               |
| 26.    | "Zankō no Gaia" (jap. 残光のガイア) |
| 27.    | "MC-5"                              |
| 28.    | "Astrogation"                       |
| ENCORE |                                     |
| 29.    | "MASSIVE WONDERS"                   |
| 30.    | "BE READY!"                         |
| 31.    | "MC-6"                              |
| 32.    | "WILD EYES"                         |
| 33.    | "MC-7"                              |
| 34.    | "SUPER GENERATION"                  |
| 35.    | "EXTRA TIME"                        |
| 36.    | "endroll"                           |